# Julius Moscon

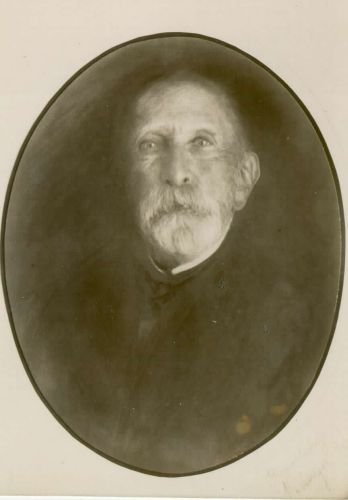
Julius Franz Alfred Moscon

Julius Franz Alfred Moscon, oft auch Julius Franz Freiherr von Moscon, Alfred Moscon oder Alfred Freiherr von Moscon genannt (* 30. April 1839 in Triest; † 15. Januar 1927 im Schloss Pischätz (heute Gemeinde Brežice), Untersteiermark), war Gutsbesitzer und Abgeordneter zum Österreichischen Abgeordnetenhaus.

## Leben
Julius Moscon war Sohn des Herrschaftsbesitzers Xaver Freiherr von Moscon, der vor dessen Geburt im Jahr 1838 verstarb. Er wurde im Jahr 1847 gerichtlich als nachgeborener Sohn und Erbe seines 88-jährig verstorbenen Vaters anerkannt. Sein Stiefvater war der Musiker, Regisseur und Journalist Leo(ne) Herz († 1869). Julius besuchte Gymnasien in Cilli und Marburg und studierte an der Universität Graz sowie am Joanneum in Graz. Er war Besitzer der Herrschaft Pischätz (⊙), die er im Jahr 1925 an seinen Enkel Alfred Freiherr von Buttlar-Moscon (1898–1972) übergab.
Julius Moscon war römisch-katholisch und ab 1864 verheiratet mit Ida Freiin von Ožegović, mit der er eine 1898 verstorbene Tochter hatte.
Er war von 1878 bis 1909 und von 1912 bis 1918 Mitglied im steiermärkischen Landtag (V., VI., VII., VIII., IX. und X. Wahlperiode), Kurie Großgrundbesitz. Drei Wahlperioden lang war er Obmann der Bezirksvertretung Rann.

## Politische Funktionen
Julius Moscon war von 1885 bis 1891 unter dem Namen Julius Franz Freiherr von Moscon Abgeordneter des Abgeordnetenhauses im Reichsrat (VII. Legislaturperiode), Kronland Steiermark, Wählerklasse Großgrundbesitz.
Nach einer kurzen Unterbrechung war er vom 26. November 1894 (als Nachfolger von Franz Attems) unter dem Namen Alfred Freiherr von Moscon bis 1907 Abgeordneter des Abgeordnetenhauses im Reichsrat (VIII., IX. und X. Legislaturperiode), Kronland Steiermark, Wählerklasse Großgrundbesitz.

## Klubmitgliedschaften
Julius Moscon war ab 1885 Mitglied im Deutschösterreichischen Klub. Ab dem 6. November 1888 gehörte er den Vereinigten Deutschen Linken an und ab 1897 war er bei der Vereinigung von Großgrundbesitzern, danach ab 1898 bei der Vereinigung von verfassungstreuen Großgrundbesitzern und ab 1901 bei der Vereinigung der verfassungstreuen Großgrundbesitzer (Verfassungstreuer Großgrundbesitz).